# День подразделений собственной безопасности органов внутренних дел Российской Федерации
День подразделений собственной безопасности органов внутренних дел Российской Федерации — профессиональный праздник работников подразделений собственной безопасности работающих в органах внутренних дел России. Отмечается в России ежегодно, 18 декабря. Не является нерабочим днём.

## История и празднование
«День подразделений собственной безопасности органов внутренних дел Российской Федерации» был установлен 28 сентября 2000 года в соответствии с приказом № 998 министерства внутренних дел России.
18 декабря не случайно выбрано для проведения этого профессионального праздника. Именно в этот день, в 1995 году, во исполнение пункта 3 Указа Президента Российской Федерации от 18 сентября 1995 года № 954 и указа № 050, в структуре МВД Российской Федерации было создано Управление собственной безопасности Министерства внутренних дел России. Начиная с февраля следующего года началось формирование подразделений собственной безопасности органов внутренних дел в субъектах Российской Федерации, УВДТ, УВД (ОВД), подчиненных Управлению режимных объектов МВД страны.
Руководителями УСБ МВД России в разные годы были: Голицын С. В. (1995—1998); Макарычев А. К. (1998—1999); Стрельников А. А. (1999); Серебряков В. В. (1999—2001); Ромодановский К. О. (2001—2005), Драгунцов Ю. В. (с марта 2006).
Основными официально заявленными задачами УСБ являются: организация государственной защиты сотрудников подразделений ГУВД, их близких при поступлении угрозы жизни, здоровью, связанных с исполнением служебного долга, предотвращение проникновения в органы внутренних дел лиц, преследующих противоправные цели, выявление, пресечение противоправных деяний со стороны сотрудников и работников органов внутренних дел, выявление и устранение условий, способствующих их совершению.

## Историческая справка
В СССР, первые подразделения по работе с личным составом органов правопорядка были созданы 28 февраля 1924 года в соответствии с Приказом ОГПУ "О реформировании юридических отделов ОГПУ и учреждении при Коллегии должности «особоуполномоченного».